# Тота (река)
Тота — река в Новолялинском городском округе, городском округе Карпинск и городском округе Краснотурьинск Свердловской области. Площадь водосбора 186 км². Длина 34 км (по другим данным — 33 км).
Вытекает из озера Тотинское, лежащего на высоте 231,4 метра над уровнем моря. Течёт в общем восточном направлении по частично заболоченным сосновым и липово-еловым лесам. Правый приток реки Каква, впадает в 68 километрах от её устья. Высота устья 145 метров над уровнем моря. Скорость течения в низовьях — 0,6 м/с.
Принимает несколько притоков, наиболее значительные — правые притоки Сладкая и Малая Тота.
В нижнем течении на берегах живописные скальные обнажения.

## Данные водного реестра
По данным государственного водного реестра России относится к Иртышскому бассейновому округу, водохозяйственный участок реки — Сосьва от истока до в/п деревни Морозково, речной подбассейн реки — Тобол. Речной бассейн реки — Иртыш.
Код водного объекта: 14010502412111200010530.